# Chersodromia zelandica
Chersodromia zelandica är en tvåvingeart som beskrevs av Rogers 1982. Chersodromia zelandica ingår i släktet Chersodromia och familjen puckeldansflugor. Inga underarter finns listade i Catalogue of Life.